# Kasteel van Neerhespen

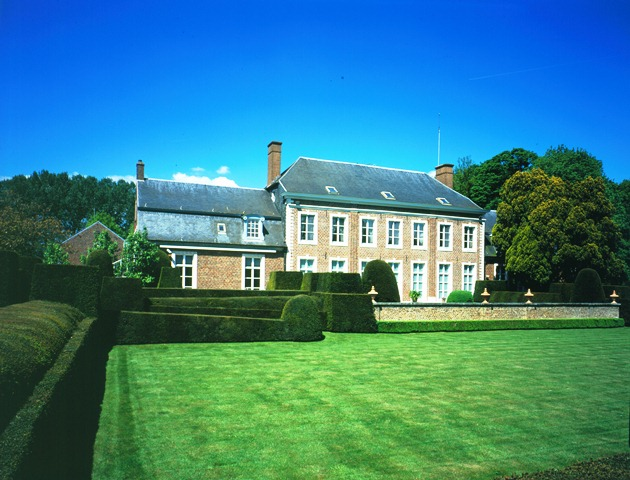
Kasteel van Neerhespen

Het Kasteel van Neerhespen is een kasteel in de tot de Vlaams-Brabantse gemeente Linter behorende plaats Neerhespen, gelegen aan de Geldenakenstraat 3.

## Geschiedenis
Een pastorie uit het 4e kwart van de 18e eeuw werd omstreeks 1798 onteigend en aan een particulier verkocht die het ombouwde tot kasteel. In 1831 stond het goed op naam van Marc Guillaume Raeymaeckers die rechter was.
In 1975 werd de tuin opnieuw aangelegd naar ontwerp van Jacques Wirtz.

## Domein
Men betreedt het domein via een dreef vanaf de Geldenakenstraat. Er ligt rechts een landbouwbedrijf en via een brug over de Kleine Gete bereikt men het kasteel. Achter het kasteel ligt de strak aangelegde tuin. Vooral de tuingevel toont nog aspecten van het 18e-eeuwse gebouw in baksteen en zandsteen. Diverse verbouwingen hebben de oorspronkelijke aanleg gewijzigd.